# Обидоксим
Обидоксим — представитель  семейства оксимов, химических соединений, известных своей способностью преодолевать ингибирование фермента ацетилхолинэстеразы. Эта способность позволяет применять обидоксим как антидот при отравлении фосфорорганическими  соединениями.

## Механизм отравления фосфорорганическими соединениями
При отравлениях фосфорорганическими соединениями поражается фермент ацетилхолинэстераза. Роль этого фермента в функционировании нервной системы заключается в удалении ацетилхолина из синапса после стимуляции последующего нейрона при передаче нервного сигнала. В отсутствие ацетилхолинэстеразы возникает избыток ацетилхолина (холинергический криз), и стимуляции многократно возобновляются, приводя к сокращению мышц и параличу. 
Именно фосфорорганические вещества известны как ингибиторы фермента ацетилхолинэстеразы. Атомы фосфора, входящего в состав таких веществ, образуют ковалентную связь с определённым участком молекулы фермента, блокируя при этом гидроксильную группу в остатке серина. Заблокированная молекула фермента не может нормально функционировать.

## Применимость

### Реактивация ацетилхолинэстеразы
Оксимы, такие как обидоксим, пралидоксим и другие, призваны восстанавливать функциональность поражённой ацетилхолинэстеразы. Оксимы имеют большее сродство к фосфору, чем фермент и способны отделять фосфорорганический  остаток от блокированной молекулы фермента и высвободить группу OH в серине. Это приводит к восстановлению (реактивации) фермента, после чего фосфатно-оксимное соединение выводится из организма с мочой. Обидоксим более эффективен, чем пралидоксим и диацетилмоноксим. 
Обычно лечение  включает использование атропина, который может замедлить действие яда, давая больше времени для применения оксима. Имеет побочные эффекты, в том числе поражение печени, почек, тошноту, рвоту, но является очень эффективным противоядием от отравления фосфорорганическими веществами (такими как пестициды).

### Эффективность в качестве антидота от химического оружия
Сотрудники российского Института токсикологии выпустили в 2004 году рекомендации, согласно которым обидоксим, будучи гораздо более действенным по сравнению с пралидоксимом реактиватором ацетилхолинэстеразы при отравлении фосфорорганическими пестицидами, считается неэффективным в отношении нервно-паралитических отравляющих веществ, предназначенных для применения в качестве химического оружия. 
Согласно докладу Научно-консультативного совета ОЗХО, опубликованному в 2015 году, обидоксим считается пригодным для использования в качестве антидота против табуна, зарина и VX. 
В обзорной статье, вышедшей в 2020 году, сотрудники Института фармакологии и токсикологии Бундесвера отметили, что обидоксим (как и пралидоксим) в разной степени реактивирует холинэстеразу в зависимости от ингибирующего органофосфата, не способен реактивировать «состарившуюся» холинэстеразу и обладает ненадёжным терапевтическим эффектом при отравлении человека фосфорорганичесими пестицидами. Обидоксим существенно превосходит пралидоксим по реактивирующей способности применительно к ряду нервно-паралитических ОВ и пестицидов, но неэффективен против зомана.
В частности, единственное клиническое описание случая отравления нервно-паралитическим веществом «Новичок» показало неэффективность обидоксима, введённого на третий день после появления симптомов отравления. Симптомы и клиническая картина казались аналогичны многочисленным случаям отравления фосфорорганическими пестицидами и свидетельствовали об отравлении ингибитором холинэстеразы. Поэтому была назначена терапия атропином и обидоксимом. Однако последующие анализы показали, что обидоксим не реактивирует холинэстеразу, поэтому его применение прекратили.